# Śpiączka farmakologiczna
Śpiączka farmakologiczna – stosowana wyłącznie w zamkniętej opiece medycznej metoda leczenia polegająca na wyłączeniu funkcji mózgu odpowiedzialnych za odbieranie bodźców zewnętrznych. Podczas śpiączki farmakologicznej następuje odseparowanie sfer mózgu działających automatycznie od tych, które reagują na środowisko zewnętrzne.
Śpiączka farmakologiczna, określana też śpiączką kontrolowaną, jest metodą leczenia stosowaną wyłącznie wobec pacjentów leczonych na szpitalnych Oddziałach Intensywnej Opieki Medycznej (zwanych również oddziałami intensywnej terapii), z ciężkim przebiegiem m.in. takich chorób jak:
- urazy mózgu
- rozległe obrażenia wielonarządowe
- poparzenia dużej powierzchni skóry
- niewydolności krążeniowo-oddechowe: zawał serca, zator płucny, obrzęk płuc, ciężki przebieg zapalenia płuc[1]
- zatory naczyń krwionośnych narządów jamy brzusznej (np. zator krezki)
- choroby z ciężkimi stanami bólowymi, których nie udaje leczyć jednorazowymi dawkami leków przeciwbólowych
- zabiegi chirurgiczne o różnym czasie ich trwania

Śpiączkę farmakologiczną wywołuje się poprzez podawanie leku dożylnie pompą infuzyjną w tzw. wlewie ciągłym, poprzez długi wenflon wprowadzony najczęściej we wkłuciu podobojczykowym do żyły podobojczykowej. W tym celu stosuje się m.in. propofol. Do wywołania śpiączki na czas zabiegu operacyjnego wystarczy wkłucie krótkiego wenflonu do dużej żyły jednej z kończyn.
Podczas stosowania długotrwałej śpiączki farmakologicznej, wraz z lekami usypiającymi pacjentowi podaje się – również we wlewie ciągłym za pomocą pompy infuzyjnej – leki zwiotczające mięśnie układu oddechowego. Ma to na celu ułatwienia procedury kontrolowania oddechu za pomocą respiratora.
Przyjmuje się, że bezpieczny okres stosowania śpiączki farmakologicznej nie powinien przekraczać sześciu miesięcy. Cały proces stosowania śpiączki farmakologicznej przeprowadzają lekarze anestezjolodzy. Różnica między śpiączką farmakologiczną a śpiączką patologiczną polega na budzeniu się: pacjent odzyskuje świadomość jak po zwykłym śnie w ciągu kilkunastu minut po zaprzestaniu podawania ostatniej dawki leku.